# Carlos Polistico Garcia
Carlos Polistico Garcia (1896-1971) foi um político filipino, presidente de seu país entre 1957 e 1961.